# Thomas Thörnholm
Thomas Anders Thörnholm, född 21 december 1970 i Fosie församling, Malmöhus län, är en svensk musiker, musikproducent och låtskrivare bosatt i Västerås.

## Låtar skrivna av Thomas Thörnholm
- "Dagar som kommer och går" Skriven tillsammans med Calle Kindbom
  - Inspelad av Kikki Danielssons orkester 1999

- "Se mig" (Skriven tillsammans med Dan Attlerud)
  - Barbados bidgar i Melodifestivalen 2000. Slutade på delad andraplats.

- "Every Little Piece" Skriven tillsammans med Eddie Meduza och Calle Kindbom
  - Inspelad av Eddie Meduza 2001

- "Kom hem" Skriven tillsammans med Calle Kindbom
  - Inspelad av Barbados år 2000.

- "Sista andetaget" Skriven tillsammans med Dan Attlerud
  - Jan Johansens bidrag i Melodifestivalen 2002. Slutade på sjunde plats.

- "High" Skriven tillsammans med Lasse Andersson
  - Knut Anders Sörums bidrag till Eurovision Song Contest 2004.

- "It's in the Stars" (Skriven tillsammans med Lars Andersson)
  - LaGaylia Fraziers bidrag i Melodifestivalen 2004. Slogs ut i deltävlingen.

- "Higher" Skriven tillsammans med Michael Clauss
  - Slavinas bidrag till den bulgariska uttagningen till Eurovision Song Contest 2007. Gick till finalen.

- "Live Forever" (Skriven tillsammans med Michael Clauss och Danne Attlerud)
  - Magnus Carlssons bidgar i Melodifestivalen 2007. Slogs ut i deltävlingen.

- "Sista andetaget" Skriven tillsammans med Dan Attlerud
  - Jan Johansens bidrag i Melodifestivalen 2002. Slutade på sjunde plats.

- "Ingen mår så bra som jag" Skriven tillsammans med Sebastian Fronda och Michael Clauss
  - Frondas bidrag i Melodifestivalen 2008. Slogs ut i deltävlingen.